# Șom, Bereg
Șom (în ucraineană Шом, maghiară Beregsom) este localitatea de reședință a comunei Șom din raionul Bereg, regiunea Transcarpatia, Ucraina.

## Demografie
Componența lingvistică a localității Șom
     Maghiară (95,23%)
     Ucraineană (4,4%)
     Alte limbi (0,27%)
Conform recensământului din 2001, majoritatea populației localității Șom era vorbitoare de maghiară (95,23%), existând în minoritate și vorbitori de ucraineană (4,4%).